# Raymart Santiago
Raymond Martin „Raymart” Santiago (ur. 20 lipca 1973 w Manila) – filipiński aktor, gwiazdor kina akcji i komik.
Za rolę doktora Josepha Dumalilona w dramacie sensacyjnym Mumbaki (1996) był nominowany do nagrody Gawad Urian.